# Мелетий II Кесарийски
Мелетий (на гръцки: Μελέτιος, Мелетиос) е гръцки духовник, митрополит на Вселенската патриаршия.

## Биография
През април 1782 година Мелетий е избран и по-късно е ръкоположен за воденската митрополит. Във Воден подпомага отварянето на гръцко училище. През август 1790 година е свален поради финансови злоупотреби. На 29 август 1792 година той официално подава оставка.
През март 1801 година става митрополит на Неокесарийската епархия и остава на катедрата до май 1816 година. От май 1816 до смъртта си в 1817 година е митрополит на съседната Кесарийска епархия.
Умира в 1817 година в Кермира, сега предградие на Кесария.